# Унямвези (плато)
Унямвези (на английски: Nyamwezi) е обширно плато в централните части на Източноафриканското плато, разположено на юг от езерото Виктория, в западната част на Танзания. На юг се простира приблизително до 7° ю.ш., на запад до брега на езерото Танганика, а на изток до около 35° и.д. Преобладаващите височини са между 1100 и 1400 m, максималната е връх Итулу (1738 m) в югоизточната му част. Платото се явява важен вододел между водосборните басейни на реките Нил (на север), Конго (на запад), Руфиджи (на югоизток) и солените безотточни езера Еяси (на североизток) и Руква (на юг). Заето е предимно от сухи листопадни тропични редки гори (миомбо). Местното население е от племената нямвези. Главен град е Табора, разположен в централната му част.